# A Csillag kontra Gonosz Erők epizódjainak listája
Az alábbi szócikk  a  Csillag kontra Gonosz Erők  című animációs sorozat epizódjait sorolja fel.

## Évados áttekintés
| Évad | Évad | Epizódok | Eredeti sugárzás  | Eredeti sugárzás     | Magyar sugárzás     | Magyar sugárzás    |
| Évad | Évad | Epizódok | Évadpremier       | Évadfinálé           | Évadpremier         | Évadfinálé         |
| ---- | ---- | -------- | ----------------- | -------------------- | ------------------- | ------------------ |
|      | 1.   | 13       | 2015. január 18.  | 2015. szeptember 21. | 2015. augusztus 16. | 2016. január 30.   |
|      | 2.   | 22       | 2016. július 11.  | 2017. február 27.    | 2016. december 23.  | 2019. február 24.  |
|      | 3.   | 21       | 2017. július 15.  | 2018. április 7.     | 2019. október 21.   | 2019. november 18. |
|      | 4.   | 21       | 2019. március 10. | 2019. május 19.      | 2020. január 6.     | 2020. február 19.  |

## 1. évad (2015)
| #   | Eredeti cím                                     | Magyar cím                                  | Rendező                  | Író                                                                                 | Eredeti premier      | Magyar premier      |
| --- | ----------------------------------------------- | ------------------------------------------- | ------------------------ | ----------------------------------------------------------------------------------- | -------------------- | ------------------- |
| 1.  | Star Comes to Earth                             | Csillag a földre száll                      | Mike Mullen              | Mike Mullen                                                                         | 2015. január 18.     | 2015. augusztus 16. |
| 1.  | Party with a Pony                               | Parti a pónival                             | Mike Mullen              | Ian Wasseluk                                                                        | 2015. január 18.     | 2015. augusztus 16. |
| 2.  | Match Maker                                     | A kerítő                                    | Aaron Hammersley         | Aaron Hammersley, Daron Nefcy, Lane Lueras & Dave Stone                             | 2015. március 30.    | 2015. október 24.   |
| 2.  | School Spirit                                   | A versenyszellem                            | Aaron Hammersley         | Zeus Cervas & Aaron Hammersley                                                      | 2015. március 30.    | 2015. október 24.   |
| 3.  | Monster Arm                                     | Szörnykar                                   | Aaron Hammersley         | Aaron Hammersley & Bert Youn                                                        | 2015. április 6.     | 2015. október 25.   |
| 3.  | The Other Exchange Student                      | A másik cserediák                           | Mike Mullen              | Carrie Liao                                                                         | 2015. április 6.     | 2015. október 25.   |
| 4.  | Cheer up Star                                   | Fel a fejjel, Csillag!                      | Aaron Hammersley         | Carrie Liao, Aaron Hammersley & Dominic Bisignano                                   | 2015. április 13.    | 2015. október 31.   |
| 4.  | Quest Buy                                       | A Hol bolt                                  | Aaron Hammersley         | Dominic Bisignano                                                                   | 2015. április 13.    | 2015. október 31.   |
| 5.  | Diaz Family Vacation                            | A Diaz család nyaralása                     | Piero Piluso             | Zeus Cervas, Christopher Graham & Piero Piluso                                      | 2015. április 20.    | 2015. november 1.   |
| 5.  | Brittney's Party                                | Brittney bulija                             | Mike Mullen              | Mike Mullen & Ian Wasseluk                                                          | 2015. április 20.    | 2015. november 1.   |
| 6.  | Mewberty                                        | Mewbertás                                   | Aaron Hammersley         | Aaron Hammersley & Dominic Bisignano                                                | 2015. június 15.     | 2015. november 18.  |
| 6.  | Pixtopia                                        | Tündtópia                                   | Mike Mullen              | Christofer Graham, Mike Mullen & Carlos Ramos                                       | 2015. június 15.     | 2015. november 7.   |
| 7.  | Lobster Claws                                   | Rákolló                                     | Mike Mullen Piero Piluso | Scott O'Brien & Piero Piluso                                                        | 2015. június 22.     | 2015. november 8.   |
| 7.  | Sleep Spells                                    | Alva-varázslás                              | Mike Mullen              | Mike Mullen & Ian Wasseluk                                                          | 2015. június 22.     | 2015. november 8.   |
| 8.  | Blood Moon Ball                                 | Vérhold-bál                                 | Aaron Hammersley         | Dominic Bisignano & Aaron Hammersley                                                | 2015. július 20.     | 2015. november 14.  |
| 8.  | Fortune Cookies                                 | Szerencsesütik                              | Mike Mullen              | Carrie Liao & Mike Mullen                                                           | 2015. július 20.     | 2015. november 14.  |
| 9.  | Freeze Day                                      | Amikor megállt az idő                       | Mike Mullen              | Carrie Liao & Mike Mullen                                                           | 2015. július 27.     | 2016. január 2.     |
| 9.  | Royal Pain                                      | Kínos királykodás                           | Piero Piluso             | Piero Piluso & Ian Wasseluk                                                         | 2015. július 27.     | 2016. január 2.     |
| 10. | St. Olga's Reform School for Wayward Princesses | St. Olga reformiskolája önfejű hercegnőknek | Piero Piluso             | Piero Piluso                                                                        | 2015. augusztus 10.  | 2016. január 9.     |
| 11. | Mewnipendance Day                               | Függet-Mewniség napja                       | Aaron Hammersley         | Dominic Bisignano, Aaron Hammersley, Kyle Neswald, & Carder Scholin                 | 2015. augusztus 17.  | 2016. január 16.    |
| 11. | The Banagic Incident                            | Banázslatos                                 | Mike Mullen              | Dominic Bisignano, Nate Cash, Mike Mullen, Kyle Neswald, & Carder Scholin           | 2015. augusztus 17.  | Leadatlan           |
| 12. | Interdimensional Field Trip                     | Dimenzióközi kirándulás                     | Piero Piluso             | Piero Piluso & Ian Wasseluk                                                         | 2015. szeptember 14. | 2016. január 23.    |
| 12. | Marco Grows a Beard                             | Marco szakállat növeszt                     | Mike Mullen Piero Piluso | Tyler Chen                                                                          | 2015. szeptember 14. | 2016. január 23.    |
| 13. | Storm the Castle                                | A kastély lerohanása                        | Aaron Hammersley         | Daron Nefcy, Dominic Bisignano, Christopher Graham, Aaron Hammersley & Ian Wasseluk | 2015. szeptember 21. | 2016. január 30.    |

## 2. évad (2016-2017)
| #   | Eredeti cím                | Magyar cím                         | Rendező                              | Író                                                                                               | Eredeti premier      | Magyar premier       |
| --- | -------------------------- | ---------------------------------- | ------------------------------------ | ------------------------------------------------------------------------------------------------- | -------------------- | -------------------- |
| 14. | My New Wand!               | Az új pálcám                       | Dominic Bigsignano & Aaron Hammersly | Dominic Bigsignano, Evon Freeman & Aaron Hammersly                                                | 2016. július 11.     | 2017. január 7.      |
| 14. | Ludo in the Wild           | Ludo a vadonban                    | Dominic Bigsignano & Aaron Hammersly | Dominic Bigsignano, Evon Freeman Justhin Lee                                                      | 2016. július 11.     | 2017. január 7.      |
| 15. | Mr. Candle Cares           | Mr. Candle odafigyel               | Giancarlo Volpe                      | Le Tang & Giancarlo Volpe                                                                         | 2016. július 18.     | 2017. január 14.     |
| 15. | Red Belt                   | Piros öv                           | Piero Piluso                         | John Mathot & Piero Piluso                                                                        | 2016. július 18.     | 2017. január 14.     |
| 16. | Star on Wheels             | Csillag két keréken                | Piero Piluso                         | Zach Marcus & Brett Varon                                                                         | 2016. július 25.     | 2017. január 21.     |
| 16. | Fetch                      | Kapd el!                           | Dominic Bisignano & Aaron Hammersly  | Dominic Bisignano, Evon Freeman, Aaron Hammersly & Aleth Romanillos                               | 2016. július 25.     | 2016. december 23.   |
| 17. | Star vs. Echo Creek        | Csillag kontra Echo Cheek          | Giancarlo Volpe                      | Dominic Bigsignano, Sabrina Cotugno, Amelia Lorenz, Le Tang & Giancarlo Volpe                     | 2016. augusztus 1.   | 2017. január 21.     |
| 17. | Wand to Wand               | Pálcák egymás ellen                | Giancarlo Volpe                      | Dominic Bigsignano, Aaron Hammersly, Le Tang & Giancarlo Volpe                                    | 2016. augusztus 1.   | 2017. január 28.     |
| 18. | Starstruck                 | Csillagcsapás                      | Domonic Bigsignano & Aaron Hammersly | Tyler Chen                                                                                        | 2016. augusztus 8.   | 2017. február 4.     |
| 18. | Camping Trip               | Kempingezés                        | John Infantino & Piero Piluso        | John Infantino, Brandon Kruse & Piero Piluso                                                      | 2016. augusztus 8.   | 2017. február 4.     |
| 19. | Starsitting                | Csillagpesztra                     | Piero Piluso                         | Zach Marcus & Brett Varon                                                                         | 2016. augusztus 15.  | 2017. február 11.    |
| 19. | On the Job                 | Az új meló                         | Piero Piluso                         | John Mathot & Piero Piluso                                                                        | 2016. augusztus 15.  | 2017. február 11.    |
| 20. | Goblin Dog                 | Kobold-dog                         | Dominic Bisignano & Aaron Hammersly  | Dominic Bigsignano, Evon Freeman, John Infantio & Aleth Romanillos                                | 2016. szeptember 12. | 2017. február 18.    |
| 20. | By the Book                | Ahogy a nagy könyvben meg van írva | Giancarlo Volpe                      | Sabrina Cotugno & Amelia Lorenz                                                                   | 2016. szeptember 12. | 2017. február 18.    |
| 21. | Game of Flags              | Zászlójáték                        | Piero Piluso                         | Evon Freeman, John Mathot & Piero Piluso                                                          | 2016. szeptember 19. | 2017. február 25.    |
| 21. | Girls' Day Out             | Lányos nap                         | Giancarlo Volpe                      | Dominic Bisignano, Aaron Hammersly, Le Tang & Giancarlo Volpe                                     | 2016. szeptember 19. | 2017. február 25.    |
| 22. | Sleepover                  | Ottalvós                           | Piero Piluso                         | Zach Marcus & Brett Varon                                                                         | 2016. szeptember 26. | 2017. március 4.     |
| 22. | Gift of the Card           | A kártya ajándéka                  | Dominic Bisignano & Aaron Hammersly  | Annisa Adjani & Natasha Kline                                                                     | 2016. szeptember 26. | 2017. március 4.     |
| 23. | Friendenemies              | Barátellenségek                    | Giancarlo Volpe                      | Sabrina Cotugno & Amelia Lorenz                                                                   | 2016. október 3.     | 2017. március 11.    |
| 23. | Is Mystery                 | Rejtély                            | Dominic Bisignano & Aaron Hammersly  | Mark Ackland, Dominic Bisignano, Ricardo Durante & Jushtin Lee                                    | 2016. október 3.     | 2017. március 11.    |
| 24. | Hungry Larry               | Éhes Larry                         | Dominic Bisignano & Aaron Hammersley | Mark Ackland, Dominic Bisignano, Riccardo Durante & Aaron Hammersley                              | 2016. október 10.    | 2017. március 18.    |
| 24. | Spider with a Top Hat      | Pók keménykalapban                 | Piero Piluso                         | Zach Marcus, Piero Piluso & Brett Varon                                                           | 2016. október 10.    | 2017. március 18.    |
| 25. | Into the Wand              | A pálca belsejébe                  | Dominic Bisignano & Aaron Hammersley | Dominic Bisignano, Aaron Hammersley, & Jushtin Lee                                                | 2016. november 7.    | 2017. március 25.    |
| 25. | Pizza Thing                | Pizzadolog                         | Piero Piluso                         | Evon Freeman, John Mathot, Piero Piluso, & Cassie Zwart                                           | 2016. november 7.    | 2017. március 25.    |
| 26. | Page Turner                | A lapozó                           | Piero Piluso                         | Zach Marcus & Brett Varon                                                                         | 2016. november 14.   | 2017. szeptember 2.  |
| 26. | Naysaya                    | Naysaya                            | Giancarlo Volpe                      | Dominic Bisignano, Evon Freeman, Aaron Hammersley, John Infantino, Le Tang, & Giancarlo Volpe     | 2016. november 14.   | 2017. szeptember 2.  |
| 27. | Bon Bon the Birthday Clown | Bon Bon, a szülinapi bohóc         | Giancarlo Volpe                      | Dominic Bisignano, Sabrina Cotugno, Aaron Hammersley, Amelia Lorenz & Le Tang                     | 2016. november 21.   | 2017. szeptember 3.  |
| 28. | Raid the Cave              | Roham a barlang ellen              | Giancarlo Volpe                      | Sabrina Cotugno & Amelia Lorenz                                                                   | 2017. február 6.     | 2017. szeptember 9.  |
| 28. | Trickstar                  | Trükkös Csillag                    | Dominic Bisignano & Aaron Hammersley | Jushtin Lee & Sarah Oleksyk                                                                       | 2017. február 7.     | 2017. szeptember 9.  |
| 29. | Baby                       | Bébi                               | Giancarlo Volpe                      | Evon Freeman & Le Tang                                                                            | 2017. február 8.     | 2017. szeptember 10. |
| 29. | Running with Scissors      | Ollómámor                          | Piero Piluso                         | Gina Gress & John Mathot                                                                          | 2017. február 9.     | 2017. szeptember 10. |
| 30. | Mathmagic                  | Matekvarázs                        | Dominic Bisignano & Aaron Hammersley | Mark Ackland & Riccardo Durante                                                                   | 2017. február 13.    | 2017. szeptember 16. |
| 30. | The Bounce Lounge          | A felhő csarnok                    | Piero Piluso & Brett Varon           | Zach Marcus & Brett Varon                                                                         | 2017. február 14.    | 2017. szeptember 16. |
| 31. | Crystal Clear              | Kristály tiszta                    | Giancarlo Volpe                      | Sabrina Cotugno & Amelia Lorenz                                                                   | 2017. február 15.    | 2017. szeptember 17. |
| 31. | The Hard Way               | A nehezebb út                      | Dominic Bisignano & Aaron Hammersley | Sarah Oleksyk & Cassie Zwart                                                                      | 2017. február 16.    | 2017. szeptember 17. |
| 32. | Heinous                    | Förtelem                           | Brett Varon                          | Gina Gress & John Mathot                                                                          | 2017. február 20.    | 2017. szeptember 23. |
| 32. | All Belts are Off          | Övet leoltva                       | Giancarlo Volpe                      | Evon Freeman & Le Tang                                                                            | 2017. február 21.    | 2017. szeptember 23. |
| 33. | Collateral Damage          | Járulékos károk                    | Dominic Bisignano & Aaron Hammersley | Tyler Chen & Jushtin Lee                                                                          | 2017. február 22.    | 2019. február 24.    |
| 33. | Just Friends               | Csak barátok                       | Brett Varon                          | Zach Marcus & Brett Varon                                                                         | 2017. február 23.    | 2019. február 24.    |
| 34. | Face the Music             | A tényekkel való szembesülés       | Giancarlo Volpe                      | Dominic Bisignano, Sabrina Cotugno, Aaron Hammersley, Amelia Lorenz, Sarah Oleksyk & Cassie Zwart | 2017. február 27.    | 2017. szeptember 24. |
| 35. | Starcrushed                | Csillagzúgás                       | Dominic Bisignano & Aaron Hammersley | Dominic Bisignano, Tyler Chen, Evon Freeman, Gina Gress, Aaron Hammersley, John Mathot & Le Tang  | 2017. február 27.    | 2017. szeptember 30. |

## 3. évad (2017-2018)
| #   | Eredeti cím                              | Magyar cím                | Rendező                                                        | Író | Eredeti premier    | Magyar premier     |
| --- | ---------------------------------------- | ------------------------- | -------------------------------------------------------------- | --- | ------------------ | ------------------ |
| 36. | The Battle for Mewni: Return to Mewni    | Visszatérés Mewniba       | Dominic Bisignano & Aaron Hammersley                           | Dominic Bisignano, Aaron Hammersley, Zach Marcus & Cassie Zwart                                             | 2017. július 15.   | 2019. október 21.  |
| 36. | The Battle for Mewni: Moon the Undaunted | Hold, a rettenthetetlen   | Dominic Bisignano, Aaron Hammersley & Giancarlo Volpe          | Dominic Bisignano, Sabrina Cotugno, Kristen Gish & Aaron Hammersley                                         | 2017. július 15.   | 2019. október 21.  |
| 37. | The Battle for Mewni: Book Be Gone       | A könyvnek annyi          | Brett Varon                                                    | Madeleine Flores, Brett Varon & Nicolette Wood                                                              | 2017. július 15.   | 2019. október 22.  |
| 37. | The Battle for Mewni: Marco and the King | Marco és a király         | Dominic Bisignano & Aaron Hammersley                           | Dominic Bisignano, Jushtin Lee & Amelia Lorenz                                                              | 2017. július 15.   | 2019. október 22.  |
| 38. | The Battle for Mewni: Puddle Defender    | Pocsolya védő             | Tyler Chen & Giancarlo Volpe                                   | Tyler Chen, Gina Gress & Sarah Oleksyk                                                                      | 2017. július 15.   | 2019. október 23.  |
| 38. | The Battle for Mewni: King Ludo          | Ludo király               | Brett Varon                                                    | Casey Crowe, Evon Freeman & Brett Varon                                                                     | 2017. július 15.   | 2019. október 23.  |
| 39. | The Battle for Mewni: Toffee             | Toffee                    | Dominic Bisignano, Tyler Chen & Aaron Hammersley               | Dominic Bisignano, Tyler Chen, Sabrina Cotugno, Kristen Gish, Aaron Hammersley, Zach Marcus, & Cassie Zwart | 2017. július 15.   | 2019. október 24.  |
| 40. | Scent of a Hoodie                        | A kapucnis pulcsi szaga   | Brett Varon                                                    | Madeleine Flores, Brett Varon, & Nicolette Wood                                                             | 2017. november 6.  | 2019. október 25.  |
| 40. | Rest in Pudding                          | Nyugodjék pudingban       | Dominic Bisignano & Aaron Hammersley                           | Dominic Bisignano, Jushtin Lee, Amelia Lorenz, & Kenny Pittenger                                            | 2017. november 6.  | 2019. október 25.  |
| 41. | Club Snubbed                             | Évődés                    | Tyler Chen                                                     | Tyler Chen, Gina Gress, & Sarah Oleksyk                                                                     | 2017. november 7.  | 2019. október 28.  |
| 41. | Stranger Danger                          | Idegen veszély            | Brett Varon                                                    | Casey Crowe & Charlotte Jackson                                                                             | 2017. november 7.  | 2019. október 28.  |
| 42. | Demoncism                                | Démonűzés                 | Dominic Bisignano & Aaron Hammersley                           | Zach Marcus, Kenny Pittenger, & Cassie Zwart                                                                | 2017. november 8.  | 2019. október 29.  |
| 42. | Sophomore Slump                          | Cserediák program         | Tyler Chen                                                     | Tyler Chen, Sabrina Cotugno, & Kirsten Gish                                                                 | 2017. november 8.  | 2019. október 29.  |
| 43. | Lint Catcher                             | A boholy szörny           | Brett Varon                                                    | Madeleine Flores, Brett Varon, & Nicolette Wood                                                             | 2017. november 9.  | 2019. október 30.  |
| 43. | Trial by Square                          | Apród futam               | Dominic Bisignano & Aaron Hammersley                           | Jushtin Lee, Amelia Lorenz, & Kenny Pittenger                                                               | 2017. november 9.  | 2019. október 30.  |
| 44. | Princess Turdina                         | Senkilina hercegnő        | Tyler Chen                                                     | Tyler Chen, Gina Gress, & Sarah Oleksyk                                                                     | 2017. november 13. | 2019. október 31.  |
| 44. | Starfari                                 | Csillag szafari           | Brett Varon                                                    | Casey Crowe & Charlotte Jackson                                                                             | 2017. november 13. | 2019. október 31.  |
| 45. | Lava Lake Beach                          | Láva-tó part              | Dominic Bisignano & Aaron Hammersley                           | Zach Marcus, Kenny Pittenger, & Cassie Zwart                                                                | 2017. november 14. | 2019. november 1.  |
| 45. | Sweet Dreams                             | Édes álmok                | Tyler Chen & Aaron Hammersley                                  | Sabrina Cotugno & Amelia Lorenz                                                                             | 2017. november 14. | 2019. november 1.  |
| 46. | Death Peck                               | Halálos csipkedés         | Brett Varon                                                    | Madeleine Flores, Kenny Pittenger, Brett Varon, & Nicolette Wood                                            | 2017. november 15. | 2019. november 4.  |
| 46. | Ponymonium                               | Pónimónium                | Dominic Bisignano & Aaron Hammersley                           | Dominic Bisignano, Kirsten Gish, Jushtin Lee, & Kenny Pittenger                                             | 2017. november 15. | 2019. november 4.  |
| 47. | Night Life                               | Éjszakai élet             | Tyler Chen                                                     | Tyler Chen, Gina Gress, & Sarah Oleksyk                                                                     | 2017. november 16. | 2019. november 5.  |
| 47. | Deep Dive                                | Mélyrepülés               | Brett Varon                                                    | Dominic Bisignano, Casey Crowe, Aaron Hammersley, Charlotte Jackson, Kenny Pittenger, & Brett Varon         | 2017. november 16. | 2019. november 5.  |
| 48. | Monster Bash                             | Szörny buli               | Dominic Bisigano, Tyler Chen, & Aaron Hammersley               | Dominic Bisignano, Tyler Chen, Sabrina Cotugno, Amelia Lorenz, Zach Marcus, & Cassie Zwart                  | 2017. november 16. | 2019. november 6.  |
| 49. | Stump Day                                | Tuskónap                  | Tyler Chen                                                     | Tyler Chen, Gina Gress, & Sarah Olesyk                                                                      | 2017. december 2.  | 2019. november 7.  |
| 49. | Holiday Spellcial                        | Varázsünnep               | Brett Varon                                                    | Casey Crowe & Charlotte Jackson                                                                             | 2017. december 2.  | 2019. november 7.  |
| 50. | The Bogbeast of Boggabah                 | A mumusföldi mocsárszörny | Brett Varon                                                    | Madeleine Flores, Aaron Hammersley, Brett Varon, & Nicolette Wood                                           | 2018. március 3.   | 2019. november 8.  |
| 50. | Total Eclipsa the Moon                   | Eclipsa és Hold           | Dominic Bisignano & Aaron Hammersley                           | Dominic Bisignano, Kristen Gish, Jushtin Lee, & Kenny Pittenger                                             | 2018. március 3.   | 2019. november 8.  |
| 51. | Butterfly Trap                           | Pillangócsapda            | Sabrina Cotugno                                                | Sabrina Cotugno & Amelia Lorenz                                                                             | 2018. március 10.  | 2019. november 11. |
| 51. | Ludo, Where Art Thou?                    | Hol vagy, Ludo?           | Dominic Bisignano & Aaron Hammersley                           | Dominic Bisignano, Aaron Hammersley, Zach Marcus, & Cassie Zwart                                            | 2018. március 10.  | 2019. november 11. |
| 52. | Is Another Mystery                       | Újabb rejtély             | Brett Varon                                                    | Madeleine Flores, Brett Varon, & Nicolette Wood                                                             | 2018. március 17.  | 2019. november 12. |
| 52. | Marco Jr.                                | Az ifjabb Marco           | Brett Varon                                                    | Casey Crowe & Charlotte Jackson                                                                             | 2018. március 17.  | 2019. november 12. |
| 53. | Skooled!                                 | Leiskolázva               | Dominic Bisignano & Aaron Hammersley                           | Dominic Bisignano, Kristen Gish, Aaron Hammersley, Jushtin Lee, & Kenny Pittenger                           | 2018. március 24.  | 2019. november 13. |
| 53. | Booth Buddies                            | Fotóautomata haverok      | Tyler Chen                                                     | Dominic Bisignano, Tyler Chen, Gina Gress, Aaron Hammersley, & Sarah Oleksyk                                | 2018. március 24.  | 2019. november 13. |
| 54. | Bam Ui Pati!                             | Éjszakai parti            | Brett Varon                                                    | Dominic Bisignano, Madeleine Flores, Aaron Hammersley, Brett Varon & Nicolette Wood                         | 2018. március 31.  | 2019. november 14. |
| 54. | Tough Love                               | Kemény szeretet           | Dominic Bisignano & Aaron Hammersley                           | Dominic Bisignano, Kristen Gish, Aaron Hammersley, Jushtin Lee, & Kenny Pittenger                           | 2018. március 31.  | 2019. november 14. |
| 55. | Divide                                   | Oszd meg!                 | Dominic Bisignano, Aaron Hammersley, & Brett Varon             | Dominic Bisignano, Gina Gress, Aaron Hammersley, Zach Marcus, Sarah Oleksyk, Brett Varon, & Cassie Zwart    | 2018. április 7.   | 2019. november 15. |
| 56. | Conquer                                  | Uralkodj!                 | Dominic Bisignano, Tyler Chen, Aaron Hammersley, & Brett Varon | Tyler Chen, Sabrina Contugno, Casey Crowe, Aaron Hammersley, Charlotte Jackson, & Amelia Lorenz             | 2018. április 7.   | 2019. november 18. |

## 4. évad (2019)
| #   | Eredeti cím                                   | Magyar cím                               | Rendező                                                           | Író | Eredeti premier   | Magyar premier    |
| --- | --------------------------------------------- | ---------------------------------------- | ----------------------------------------------------------------- | --- | ----------------- | ----------------- |
| 57. | Butterfly Follies                             | Pillangó oktondiságok                    | Dominic Bisignano & Sabrina Cotugno                               | Dominic Bisignano, Tyler Chen, Kristen Gish, Gina Gress, Aaron Hammersley, Amelia Lorenz & Cassie Zwart        | 2019. március 10. | 2020. január 6.   |
| 58. | Escape from the Pie Folk                      | Menekülés a Lepénynéptől                 | Sabrina Cotugno & Brett Varon                                     | Dominic Bisignano, Tyler Chen, Madeleine Flores, Zach Marcus, Kenny Pittenger & Nicolette Wood                 | 2019. március 10. | 2020. január 7.   |
| 59. | Moon Remembers                                | Hold emlékszik                           | Brett Varon                                                       | Casey Crowe & Charlotte Jackson                                                                                | 2019. március 17. | 2020. január 8.   |
| 59. | Swim Suit                                     | Fürdőruha                                | Dominic Bisignano                                                 | Amelia Lorenz & Kristen Gish                                                                                   | 2019. március 17. | 2020. január 8.   |
| 60. | Ransomgram                                    | Váltság-sürgöny                          | Sabrina Cotugno                                                   | Gina Gress & Cassie Zwart                                                                                      | 2019. március 17. | 2020. január 9.   |
| 60. | Lake House Fever                              | Tóházi láz                               | Brett Varon                                                       | Zach Marcus & Kenny Pittenger                                                                                  | 2019. március 17. | 2020. január 9.   |
| 61. | Yada Yada Berries                             | Bla Bla bogyók                           | Brett Varon                                                       | Casey Crowe & Charlotte Jackson                                                                                | 2019. március 24. | 2020. január 10.  |
| 61. | Down By the River                             | A folyó mentén                           | Sabrina Cotugno                                                   | Madeleine Flores & Nicolette Wood                                                                              | 2019. március 24. | 2020. január 10.  |
| 62. | The Ponyhead Show!                            | A Pónifej Show                           | Dominic Bisignano                                                 | Kristen Gish & Amelia Lorenz                                                                                   | 2019. március 24. | 2020. január 13.  |
| 62. | Surviving the Spiderbites                     | Túlélni a Pókfalat családot              | Sabrina Cotugno                                                   | Gina Gress & Cassie Zwart                                                                                      | 2019. március 24. | 2020. január 13.  |
| 63. | Out of Busniess                               | Végkiárusítás                            | Brett Varon                                                       | Sabrina Cotugno                                                                                                | 2019. március 31. | 2020. január 14.  |
| 63. | Kelly's World                                 | Kelly világa                             | Sabrina Cotugno                                                   | Madeleine Flores & Nicolette Wood                                                                              | 2019. március 31. | 2020. január 14.  |
| 64. | Curse of the Blood Moon                       | A Vér Hold átka                          | Dominic Bisignano & Brett Varon                                   | Dominic Bisignano, Tyler Chen, Casey Crowe, Kristen Gish, Aaron Hammersley, Charlotte Jackson, & Amelia Lorenz | 2019. március 31. | 2020. január 15.  |
| 65. | Princess Quasar Catepillar and the Magic Bell | Hernyó Kvazár hercegnő és a varázscsengő | Brett Varon                                                       | Zach Marcus & Kenny Pittenger                                                                                  | 2019. április 7.  | 2020. január 16.  |
| 65. | Ghost of the Butterfly Castle                 | A Pillangó kastély szelleme              | Sabrina Cotugno                                                   | Gina Gress & Cassie Zwart                                                                                      | 2019. április 7.  | 2020. január 16.  |
| 66. | Cornball!                                     | Kukolabda                                | Sabrina Cotugno                                                   | Madeleine Flores & Nicolette Wood                                                                              | 2019. április 7.  | 2020. január 17.  |
| 66. | Meteora's Lesson                              | Meteora leckéje                          | Brett Varon                                                       | Casey Crowe & Charlotte Jackson                                                                                | 2019. április 7.  | 2020. január 17.  |
| 67. | The Knight Shift                              | Lovagi műszak                            | Dominic Bisignano                                                 | Kristen Gish & Amelia Lorenz                                                                                   | 2019. április 14. | 2020. február 3.  |
| 67. | Queen-Napped                                  | Elrabolva                                | Sabrina Cotugno                                                   | Gina Gress & Cassie Zwart                                                                                      | 2019. április 14. | 2020. február 3.  |
| 68. | Junkin' Janna                                 | Szemetelő Janna                          | Brett Varon                                                       | Zach Marcus & Kenny Pittenger                                                                                  | 2019. április 14. | 2020. február 6.  |
| 68. | A Spell with No Name                          | A név nélküli varázsige                  | Sabrina Cotugno                                                   | Madeleine Flores & Nicolette Wood                                                                              | 2019. április 14. | 2020. február 6.  |
| 69. | A Boy and His DC-700XE                        | Sárkánymotorosok                         | Brett Varon                                                       | Casey Crowe & Charlotte Jackson                                                                                | 2019. április 21. | 2020. február 7.  |
| 69. | The Monster and the Queen                     | A királynő és a szörnyeteg               | Dominic Bisignano                                                 | Kristen Gish & Amelia Lorenz                                                                                   | 2019. április 21. | 2020. február 7.  |
| 70. | Cornoration                                   | Kornorázás                               | Sabrina Cotugno                                                   | Madeleine Flores, Gina Gress, Ariel Vracin-Harrell & Cassie Zwart                                              | 2019. április 21. | 2020. február 10. |
| 71. | Doop-Doop                                     | Dub-dub                                  | Brett Varon                                                       | Kenny Pittenger & Matthew Yang                                                                                 | 2019. április 28. | 2020. február 11. |
| 71. | Britta's Taco                                 | Britta Tacója                            | Brett Varon                                                       | Casey Crowe & Charlotte Jackson                                                                                | 2019. április 28. | 2020. február 11. |
| 72. | Beach Day                                     | Strand nap                               | Amelia Lorenz                                                     | Kristen Gish & Amelia Lorenz                                                                                   | 2019. április 28. | 2020. február 12. |
| 72. | Gone Baby Gone                                | Eltűnt babák                             | Sabrina Cotugno                                                   | Gina Gress & Cassie Zwart                                                                                      | 2019. április 28. | 2020. február 12. |
| 73. | Sad Teen Hotline                              | A szomorú tini-vonal                     | Sabrina Cotugno                                                   | Madeleine Flores & Ariel Vracin-Harrell                                                                        | 2019. május 5.    | 2020. február 13. |
| 73. | Jannanigans                                   | Huligánok                                | Brett Varon                                                       | Kenny Pittenger & Matthew Yang                                                                                 | 2019. május 5.    | 2020. február 13. |
| 74. | Mama Star                                     | Csillag mama                             | Tyler Chen & Brett Varon                                          | Casey Crowe & Charlotte Jackson                                                                                | 2019. május 5.    | 2020. február 14. |
| 74. | Ready, Aim, Fire                              | Vigyázz, kész, tűz!                      | Sabrina Cotugno                                                   | Gina Gress & Cassie Zwart                                                                                      | 2019. május 5.    | 2020. február 14. |
| 75. | The Right Way                                 | A helyes út                              | Tyler Chen & Brett Varon                                          | Kenny Pittenger & Matthew Yang                                                                                 | 2019. május 12.   | 2020. február 17. |
| 75. | Here to Help                                  | Itt a segítség                           | Dominic Bisigano                                                  | Dominic Bisignano, Kristen Gish & Amelia Lorenz                                                                | 2019. május 12.   | 2020. február 17. |
| 76. | Pizza Party                                   | Pizza buli                               | Sabrina Cotugno                                                   | Madeleine Flores & Ariel Vracin-Harell                                                                         | 2019. május 12.   | 2020. február 18. |
| 76. | The Tavern at the End of The Multiverse       | A fogadó a multiverzum végén             | Tyler Chen & Brett Varon                                          | Dominic Bisignano, Casey Crowe & Charlotte Jackson                                                             | 2019. május 12.   | 2020. február 18. |
| 77. | Cleaved                                       | Meghasadva                               | Dominic Bisignano, Tyler Chen, Sabrina Cotugno & Aaron Hammersley | Dominic Bisignano, Tyler Chen, Sabrina Cotugno, Kristen Gish, Gina Gress, Amelia Lorenz & Cassie Zwart         | 2019. május 19.   | 2020. február 19. |

- Ebben az évadban a magyar címek nem hivatalosak.